# Philip J. Fry
Philip J. Fry, meglio noto semplicemente come Fry (pron. /ˈfraɪ/), è un personaggio immaginario presente nella serie animata statunitense Futurama. È il protagonista maschile della serie.

## Biografia
Fry nasce il 14 agosto 1974, a Brooklyn, New York - pertanto nel primo episodio della serie ha 25 anni - da Yancy Fry Sr. e Sherri Gleisner Fry. A quel tempo Fry lavorava come fattorino per la Panucci's Pizza, e l'ultimo dell'anno del 1999 (in cui l'inizio dell'episodio è ambientato), a causa di uno scherzo si trova a consegnare una pizza in un laboratorio di criogenia applicata, finendo intrappolato in una capsula e rimanendovi ibernato per 1000 anni.
Questo in verità non fu uno scherzo, ma un piano ordito da Mordicchio, l'animale domestico di Leela, il quale lo spinse di proposito nella capsula criogenica, visto che nel futuro Fry avrebbe fatto in modo di acquisire la potenzialità di resistere ai poteri malefici degli alieni noti come "cervelli giganti", che avrebbero attaccato la Terra nel XXXI secolo. Nel futuro sarà proprio Fry, tornato indietro al 31 dicembre 1999, a spingere il sé stesso del 1999 nella capsula. Già nella prima puntata si intravede infatti l'occhio di Mordicchio e l'ombra del Fry del futuro vicino alla sedia sulla quale siede il Fry del 1999.
Al suo risveglio nell'anno 3000, Fry trova lavoro dal suo 30 volte pronipote, il vecchissimo e bizzarro professor Hubert Farnsworth, come responsabile delle merci (e della loro consegna per tutto lo spazio) della ditta di spedizioni intergalattiche Planet Express. Abita nell'armadio dell'appartamento del collega ed amico Bender, un robot, essendo l'armadio grande come un appartamento. La maggior parte della sua giornata la passa negli uffici della ditta.
Ha avuto una breve relazione con la collega Amy Wong. Tra le sue avventure amorose è inclusa anche la sirena Ambrielle, figlia del sindaco della città perduta di Atlanta, ma in seguito a dei "problemi a letto" Fry abbandonerà Atlanta e tornerà in superficie. Ha frequentato la burocrate n. 19 come si nota nell'episodio "L'onore ritrovato", che poi lascerà perché stufo delle attenzioni asfissianti della collega. Un'altra breve storia è stata con l'ex fidanzata Michelle, che lo lascerà per un divo del cinema. Ma il suo grande amore è sempre stata Leela, il suo superiore, inizialmente il sentimento non era corrisposto, ma alla fine pure Leela ammetterà di amarlo e all'inizio della sesta stagione intraprenderanno una storia, che seppur con alti e bassi, riusciranno a far funzionare.
La sua bevanda preferita è lo Slurm, e la sua serie televisiva preferita è la serie classica di Star Trek, di cui è un profondo conoscitore. La sua canzone preferita è "Walking on Sunshine".

## Caratteristiche del personaggio
Fry è il protagonista di Futurama e caratterizzato come un ragazzo immaturo, pigro, credulone e privo di intelligenza, ma anche innocente, giocoso e di buon cuore. Considera Bender il suo più caro amico nonostante la natura meschina ed egoista di quest'ultimo e i continui abusi. Ha anche forti sentimenti per Leela, sebbene gli manchi il carisma necessario per farsi corrispondere da Leela se non in poche occasioni, ottenendo al contrario reazioni fredde ogni qual volta le rivolga attenzioni. Nel corso della serie, Leela ha dimostrato di provare sentimenti per Fry su cui è riluttante ad agire a causa della sua immaturità. Non ammette di ricambiarlo fino al film finale Nell'immenso verde profondo. Nonostante la sua intelligenza inferiore alla media, Fry ha un cuore dolce e tenero, e spesso fa il possibile per aiutare i suoi amici; è l'unico altro membro del personale a parte il professor Farnsworth che gode sinceramente della compagnia del dottor Zoidberg. Fry ha un forte senso della giustizia e ha dimostrato una notevole abilità giocando ai videogiochi. Questa abilità si ripercuote sull'uso della pistola laser della navetta Planet Express. A causa di questi elementi di personalità, Fry mostra anche un notevole coraggio e abnegazione in alcune occasioni e ha persino mostrato lampi di intuizione. È anche sopravvissuto a un attacco di cuore causato intenzionalmente da Bender. In generale Fry cerca sempre di fare la cosa più giusta e moralmente corretta, anche se spesso è tanto sprovveduto, inconsapevole e pasticcione da creare più guai che altro.
Nell'episodio Il perché di Fry, l'apparentemente ignaro animale domestico di Leela, Mordicchio, si rivela come la ragione dell'ibernazione di Fry. A causa di un incidente nel viaggio nel tempo in Il nonno di se stesso, Fry è diventato suo nonno, ma questo difetto genetico significa anche che a Fry manca l'onda cerebrale Delta. Come risultato di questo difetto, Fry può resistere all'assalto prosciugante dell'intelletto dei malvagi cervelli spaziali ed è immune alla lettura della mente delle Forze Oscure in Nell'immenso verde profondo così come il potere di controllo mentale dell'Ipnorospo. A causa di questa stranezza, la razza di Mordicchio, i mordicchiani, lo nominano il loro salvatore. Attraverso la previsione, hanno intuito che Fry sarebbe stato l'unico a salvare il mondo dal malvagio cervello gigante. Poiché la sua durata di vita naturale non si estenderebbe al millennio giusto, tuttavia, Mordicchio venne inviato a effettuare la suddetta chiamata di consegna per spingere un ignaro Fry nella camera criogenica, per riemergere il 31 dicembre 2999.
Fry crebbe senza amici in una famiglia apatica che lo ignora, e poco si preoccupò per la sua scomparsa. Lui stesso non rimpiange di aver perso la famiglia (tuttavia nella settima stagione quando ritornerà virtualmente indietro nel tempo al suo ultimo giorno nel 1999 mostrerà grande affetto verso sua madre e grandi rimpianti per non averle potuto dire un'ultima volta che le voleva bene. Questo affetto si scoprirà essere ricambiato dalla madre di Fry. Grazie a Mordicchio infatti Fry entrerà in un sogno che si rivelerà essere proprio quello della madre ed è così che scoprirà come la genitrice lo abbia spesso sognato e quanto gli sia realmente mancato dalla sua scomparsa. L'episodio si concluderà con Fry in lacrime che finalmente riabbraccia sua madre (e con il risveglio della stessa con un sorriso rivolto verso la foto del figlio), ma rimpiangerà il suo cagnolino che infatti tenterà di far clonare nel futuro.

## Origine del nome
- Il nome Philip è un omaggio a Phil Hartman, attore e doppiatore assassinato dalla moglie nel 1998, che aveva lavorato con Groening ne I Simpson doppiando Lionel Hutz e Troy McClure, e che in Futurama avrebbe dovuto doppiare Zapp Brannigan.
- La "J" nel suo nome, esattamente come accadeva per Homer J. Simpson, è un omaggio voluto da Matt Groening all'animatore Jay Ward, il quale aveva già inserito similmente l'iniziale del suo nome nei nomi dei suoi personaggi Rocky e Bullwinkle (Rocket J. Squirrel e Bullwinkle J. Moose).